# Staffan Olsson

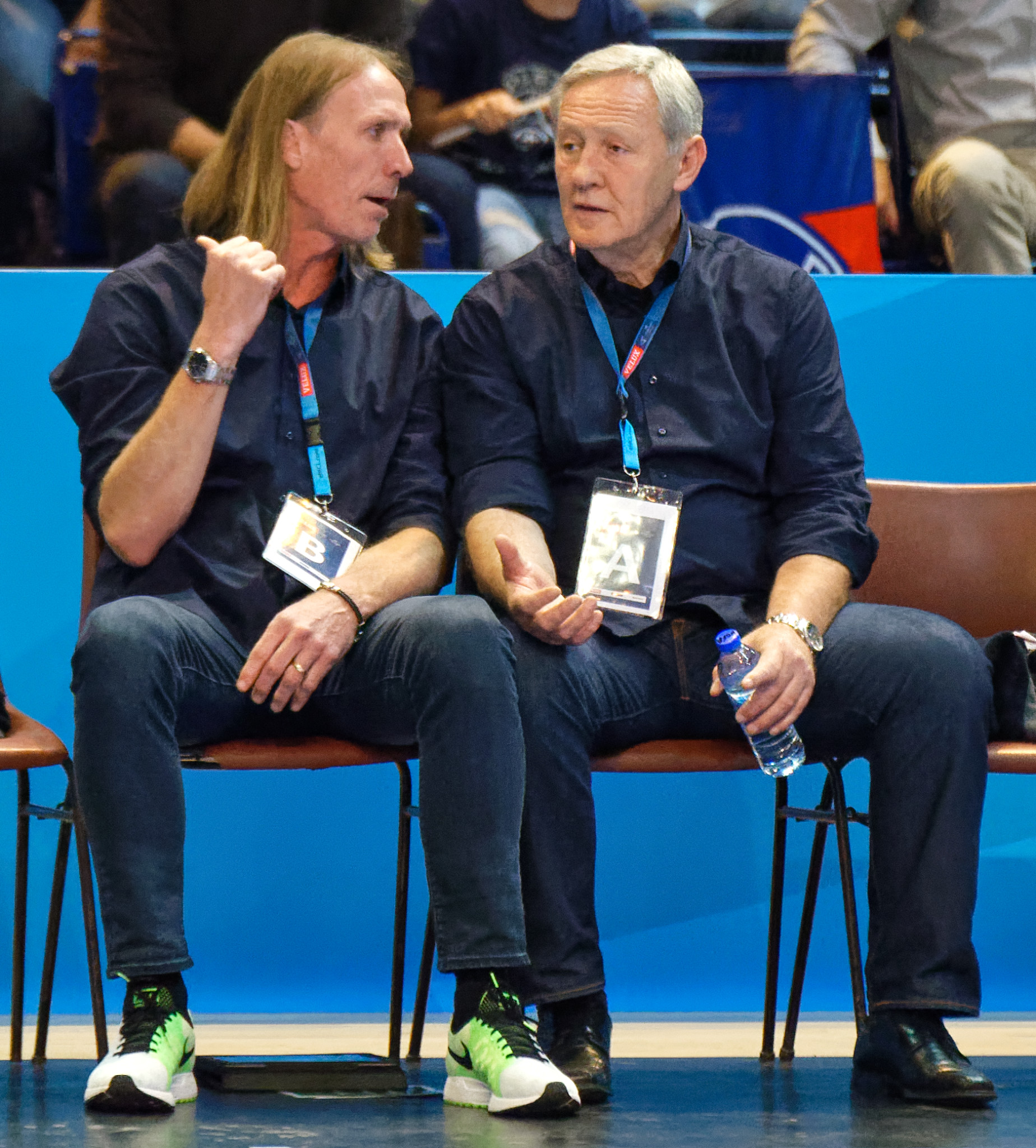
Staffan Olsson och Zvonimir "Noka" Serdarušić, tränare för Paris Saint-Germain (PSG), 2015.

Erik Staffan Olsson, född 26 mars 1964 i Uppsala, är en svensk handbollstränare och före detta handbollsspelare. Han spelade 358 landskamper och gjorde 855 mål för Sveriges landslag, men var främst känd som en passningsspelare och försvarsspelare i världsklass. 2008 till 2016 var han, tillsammans med Ola Lindgren, förbundskapten för Sveriges herrlandslag. Han är vänsterhänt och spelade i anfall som högernia, med nummer 13 på ryggen.
Staffan Olsson spelade under sin karriär i Skånela IF, HK Cliff, TV Hüttenberg, TV Niederwürzbach, THW Kiel och Hammarby IF. Han har som spelare bland annat vunnit två VM-guld, fyra EM-guld, tre OS-silver, ett VM-silver, två VM-brons, fyra tyska Bundesliga-guld och ett SM-guld (spelande tränare). Under tränarkarriären har han vunnit tre SM-guld (varav ett som spelande tränare) samt ett OS-silver som förbundskapten för det svenska herrlandslaget.
Staffan Olssons kännetecknande hårlängd gav honom smeknamnet Faxe under VM 1995 på Island, vilket betyder häst på fornnordiska.

## Spelarkarriär
Staffan Olsson började sin karriär som 10-åring i Skånela IF i Märsta. Han gjorde även sina första seniormatcher här. 1979 värvades han till Stockholmslaget HK Cliff. 1983 debuterade han i HK Cliffs A-lag och var med om att 1986 föra upp laget till högsta serien, allsvenskan 1986/1987.
År 1989 blev Staffan Olsson proffs i det tyska laget TV Hüttenberg i den tyska andradivisionen. År 1990 var han med om att sensationellt vinna Sveriges första VM-guld sedan 1958, genom att slå Sovjetunionens dominanta lag i finalen i Prag.
Efter två säsonger i TV Hüttenberg flyttade han 1991 tillbaka till Stockholm och HK Cliff och spelade där en säsong. Laget låg då i division 1. Halva säsongen var Olsson korsbandsskadad. Efter säsongen flyttade han återigen till Tyskland, för spel i Bundesligalaget TV Niederwürzbach.
Fyra säsonger i TV Niederwürzbach och ytterligare stora mästerskapsframgångar med Sveriges landslag (OS-silver 1992, VM-brons 1993, EM-guld 1994, VM-brons 1995, EM-fyra 1996 och OS-silver 1996) resulterade i att han 1996 värvades av storklubben THW Kiel. I Kiel blev det sju säsonger och totalt fyra guld i Bundesliga. Under Olssons tid i Kiel spelade många tunga namn i klubben, bland andra landslagskamraterna Magnus Wislander och Stefan Lövgren. Framgångarna fortsatte också i landslaget, med bland annat VM-guld 1999, ytterligare ett OS-silver 2000 och tre raka EM-guld. Det sista vid mästerskapet 2002 i Sverige. Vid EM-finalen i Globen gjorde Staffan Olssons förmodligen sin karriärs mest kända mål. Hans kvittering mot Tyskland i slutsekunderna ledde till att matchen gick till förlängning, vilken Sverige sedan vann.
År 2003 beslöt sig Staffan Olsson för att återvända till Sverige. Laget som värvade honom var Hammarby IF, som hade spelat sin första säsong i elitserien säsongen innan och tränades av Olssons barndomsvän Magnus "Nollan" Grahn.
Staffan Olssons första säsong i Hammarby blev smått kaotisk och laget kvalificerade sig inte för SM-slutspelet. Säsongen efter, 2004/2005, blev Olsson spelande assisterande tränare till Grahn och säsongen blev bättre på alla sätt. I serien slutade Hammarby på fjärde plats och i SM-slutspelet åkte laget ut i semifinal mot IFK Skövde. Säsongen blev Olssons sista som spelare.

## Tränarkarriär
Säsongen 2005/2006 delade Staffan Olsson rollen som huvudtränare med Magnus Grahn. Den avslutades med att Hammarby, efter att ha slutat tvåa i serien, vann SM-finalen mot regerande svenska mästarna IK Sävehof med 34–31 i Scandinavium, Göteborg. Säsongen efter blev Staffan Olsson ensam huvudtränare för Hammarby IF. Även denna säsong avslutades med SM-guld, liksom säsongen efter den.
Fram till april 2011 var Olsson huvudtränare för Hammarby. De sista tre åren parallellt med ytterligare ett ansvar: År 2008 tog Staffan Olsson, tillsammans med Ola Lindgren, över jobbet som förbundskapten för Sveriges herrlandslag efter Ingemar Linnéll. Efter Elitseriesäsongen 2010/2011 blev Olsson heltidsanställd av Svenska Handbollförbundet. I september 2015 blev Olsson assisterande tränare för Paris Saint-Germain (PSG) bakom sin gamla tränare från tiden i THW Kiel, Zvonimir "Noka" Serdarušić. Olsson fortsatte samtidigt parallellt förbundskaptensuppdraget tills i september 2016 efter sommarens OS i Rio de Janeiro, då Olsson och Lindgren ersattes av Kristján Andrésson.
Som assisterande tränare i PSG vann laget den högsta ligan LNH Division 1, och blev därmed franska mästare, tre år i rad. I Champions League kom laget till final en gång (2017) och blev trea två gånger (2016 och 2018). Detta sågs som ett misslyckande, då laget alla gångerna var stora favoriter att vinna, och hade en stjärnspäckad laguppställning på varje position. Säsongen 2017/2018 blev Olssons sista i klubben. Han har sagt att han kommande säsong kommer att ta ett sabbatsår.
Från september 2022 är han förbundskapten för Nederländernas herrlandslag.